# Villa Krause
Villa Krause – miasto w Argentynie, położone w południowej części prowincji San Juan.

## Opis
Miejscowość została założona 15 listopada 1984. W mieście znajduje się węzeł drogowy-RN40 i RP155. Villa Krause wchodzi w skład aglomeracji San Juan.

## Demografia
.